# Seigokan
Seigokan (正剛館) é uma escola de caratê do estilo Goju-ryu. A linhagem foi fundada pelo Mestre Seigo Tada (8º Dan), em 1945.

## História
O criador do estilo Seigokan, Mestre Seigo Tada, foi aluno do Grande Mestre Chojun Miyagi. Seigo Tada foi o Técnico Responsável pelo Clube de Karate-do da Universidade de Ritsumeikan. A escola Seigokan possui dois kata próprios, Kihon-tsuki-no-kata e Uke no kata, e outros doze katas tradicionais do estilo Goju-ryu. O programa técnico da Seigokan inclui também Yakusoku kumite, uma modalidade de luta combinada, nas variantes 1-7 de zenkutsu e 1-7 de shiko dachi, e sete técnicas de auto-defesa (torite).
Durante vida do Mestre Seigo Tada, o qual fazia transmitir seu carisma e empolgação à modalidade, a escola Seigokan era a maior organização (Kai-Ha) do estilo Goju-ryu existente no Japão, com mais de 200.000 membros, sendo ainda na actualidade considerada como uma das maiores. Todos os anos realiza um Campeonato Mundial, aberto a todos os países com Associações da Seigokan, designado de World Seigokan Friendship Tournament. Um dos seus membros mais conhecido, é a Tetra-Campeã Mundial de Kata, Atsuko Wakai. Outro menos conhecido, mas não menos importante, é a famosa actriz de cinema de acção, Cynthia Luster. A sua sede ou Honbu Dojo é na Cidade de Himeji, no Japão, sendo a Seigokan All Japan Karatedo Association (SAJKA) actualmente presidida por Sandaime Kancho ou Soke Seigo Tada III.

### No mundo
Existem Associações de Karatedo Gojuryu Seigokan espalhadas pelos cinco continentes em países como os Estados Unidos, Canadá, Brasil, Venezuela, Colômbia, Chile, Argentina, Portugal, Itália, Austrália, Índia, China (Hong Kong e Macau), Filipinas, Sri-Lanka, Nepal e mais recentemente no Irão e Inglaterra. Dois membros seniores da Seigokan desempenharam um papel importante no Continente Asiático e no mundo do karaté. O falecido José Martins Achiam, 7º Dan (1944-2008) foi um Membro do Comité Executivo da World Karate Federation (WKF) e Secretário-Geral da Asian Karatedo Federation (AKF). Bill K.S. Mok (7 º Dan) era ainda muito recentemente um Membro do Comité Executivo da WKF, Vice-Presidente e Secretário-Geral da AKF. Faleceu em 2015.

### No Brasil e América Latina
No Brasil, o Presidente Executivo da Seigokai é o Shihan Roberto Takeshi Fukuchi (8ºDan), que também exerce o cargo de Diretor da Seigokan Américas.
A escola Seigokan no Brasil foi introduzido pelos Mestres Luís Alberto Borges da Silva Pedruco (Pedruco) e Alberto Carlos Paes D’Assumpção (Acaio), vindos de Macau, na China no início da década de 1970.
Em 1976 o Mestre Seigo Tada visitou o Brasil, formalizando a representação do estilo Goju-Ryu, Seigokan, no país.
Durante a primeira visita do Mestre Seigo Tada, em 1976, foi graduado como o primeiro faixa preta da linhagem no Brasil o Sr. Leonardo José Carion, hoje 8º Dan. Leonardo Carion, nascido na China mudou-se para o Brasil em 1963, com 18 anos, onde ainda treinou a arte marcial por um tempo antes de se graduar faixa preta. No Brasil Leonardo Carion é o Shihan de um dojo em Magé, onde ensina a arte para seus alunos em um projeto social que inclui jovens no esporte.
Após Leonardo Carion, outros faixas pretas foram graduados em seguida, Marcos Collaço e R. Takeshi Fukuchi.
Marcos Collaço foi o responsável por inserir o Seigokan nos Estados Unidos em 1977, no Estado da Califórnia, onde até hoje possui um Dojo.
O Shihan R. Takeshi Fukuchi foi o responsável por introduzir a linhagem Seigokan nos países da América Latina, Venezuela, Colômbia e Chile e o responsável pela grande difusão do estilo Seigokan por todo o Brasil, principalmente no Estado do Rio de Janeiro, onde possui um Dojo na Capital Fluminense. Também ajudou na difusão do Seigokan pelos países da Ásia, India e Sri-Lanka.

### Em Portugal e Europa
Em Portugal, o Director Técnico Nacional do estilo é o Shihan José Manuel Guerreiro Santana (7ºDan).
O Presidente da AKSP - Associação de Karatedo Seigokan de Portugal, a Associação representativa do estilo e a única legal e inscrita na Federação Nacional de Karaté, é igualmente o Shihan José Santana, sendo Vice-Presidente o Sensei Nelson Quaresma (3º Dan) e o Secretário-Geral, Eduardo Lopes (3º Dan).
O Presidente Honorário da Associação de Karatedo Seigokan de Portugal (AKSP), João Joaquim Salgado da Silva (3ºDan), antigo Presidente da Federação Nacional de Karaté (FNK-P), foi eleito em 2010, Membro da Direcção do Comité Olímpico de Portugal (COP). Faleceu de morte súbita em 3 de Junho de 2013.
A Seigokan em Portugal nasce com a criação da Escola de Budo em Maio de 1975, em Sapadores, Lisboa, pelo Sensei Mitsuharu Tsuchiya, Mestre de Nippon Kempo à época, actualmente Tai-Do. Em 1976 convida para leccionar na sua Escola o seu amigo e também Mestre, mas de Goju-Ryu, Sensei Katsumune Nagai (4º Dan), Campeão da Seigokan por quatro vezes em Campeonatos Interestaduais do Japão. Dessa época ressaltam nomes para a história da Seigokan em Portugal, nomeadamente Eduardo Pinheiro, José Santana, Carlos Fernandes, Altino Morais, entre outros, como os mais importantes.
Em 1978 é criada a Associação Portugal Seigokan - Nagai-Kai, em homenagem ao Mestre Nagai, tendo como director técnico o primeiro cinto negro de Portugal - Eduardo Pinheiro.
O Grande Mestre Seigo Tada (8º Dan), fundador do estilo, deslocou-se por duas vezes a Portugal, em 1987 e 1989, para efectuar estágios e realizar exames de graduação. Em 1997 é novamente convidado pela Direcção da AKSP a deslocar-se a Portugal, mas tal não chega a concretizar-se, pois veio a falecer em Setembro do mesmo ano.
Em Outubro de 2008, uma comitiva da AKSP Seigokan de Portugal, liderada pelo Shihan José Santana, desloca-se à Reggio di Calabria, em Itália, para realizar um Estágio e formalizar a adesão da Seigokan Itália, liderada pelo Maestro Francesco Cuzzocrea, que foi aluno do Sensei Tatsuto Sadanobu, mestre japonês da Nihon Seigokan, que introduziu o estilo naquele país em 1974.
Em Março de 2011, o Sempai Richard Marsh, de Wiveliscombe, na região de Somerset, em Inglaterra, aluno graduado pelo Shihan Ian Stoddern (radicado nos Estados Unidos desde 2002), que por sua vez foi aluno do Grande Mestre Lam Wun Sun, um antigo Sensei da Seigokan de Hong-Kong, que sob a influência do wushu chinês e de outras artes marciais, viria a formar o seu próprio estilo, solicita a sua adesão formal à Seigokan Europa, liderada pelo Shihan José Santana (que entretanto tinha sido formada em 2008 conjuntamente com o Shihan Francesco Cuzzocrea), tendo com ele assinado um Compromisso de Honra (Seigokan Commitment).

## Katas
- Kihon tsuki no kata
- Gekisai dai ichi
- Gekisai dai ni
- Sanchin
- Saifa
- Seienchin
- Tensho
- Uke no kata
- Sanseru
- Seipai
- Shisochin
- Seisan
- Kururunfa
- Suparinpei

## Yakusoku kumite
Formas de lutas pré-combinandas.
Zenkutsu dachi no tsuki
- Zenkutsu nas variantes 1 a 7

1. Uchi uke suigetsu
2. Soto uke wakido zuki
3. Kawashi geri
4. Suriague furi uchi
5. Uchi uke Shito uchi
6. Harai uke ura uchi
7. Nodoate ashi kake nage fumi geri hime

Shiko dachi no tsuki
- Shiko dachi nas variantes 1 a 7

1. Soto ike Wakido zuki
2. Uchi uke Ganmen zuki
3. Ossae uke furiuchi
4. Shomen uke ode kansetsu kime
5. Soe kansetsu geri
6. Ague uke mae geri
7. Harai uke yoi tsui him

## Torite
- Torite nas variantes 1 a 7

1. Katate dori
2. Morote dori
3. Ryoote dori
4. Ryosode dori
5. Eri dori
6. Ushiro dori
7. Hanman nage

## Graduação
| Faixa                           | Kyu/Dan         | Imagem |
| ------------------------------- | --------------- | ------ |
| Branca                          | 10º Kyu         |        |
| Amarela                         | 9º Kyu          |        |
| Amarela 1 Faixa Verde           | 8º Kyu          |        |
| Amarela 2 Faixas Verdes         | 7º Kyu          |        |
| Verde                           | 6º Kyu          |        |
| Verde 1 Faixa Castanha          | 5º Kyu          |        |
| Verde 2 Faixas Castanhas        | 4º Kyu          |        |
| Marrom/Castanho                 | 3º Kyu          |        |
| Marrom/Castanho 1 Faixa Preta   | 2º Kyu          |        |
| Marrom/Castanho 2 Faixas Pretas | 1º Kyu          |        |
| Preta                           | 1º Dan - 8º Dan |        |